# John White (canottiere)
John Galbraith White (Seattle, 16 maggio 1916 – Bellevue, 16 marzo 1997) è stato un canottiere statunitense, laureatosi campione olimpico nell'otto a Berlino 1936.
White studiò e gareggiò per l'Università di Washington dove si laureò in ingegneria metallurgica, successivamente lavorò alla Bethlehem Steel dove diventò direttore generale delle vendite.
La storia della squadra ai Giochi del 1936 è stata trattata nel libro Erano ragazzi in barca di Daniel James Brown, da cui é poi stato tratto l'omonimo film dove White è interpretato da Tom Varey.

## Palmarès
- Giochi olimpici

Berlino 1936: oro nell'otto.